# هاشتي

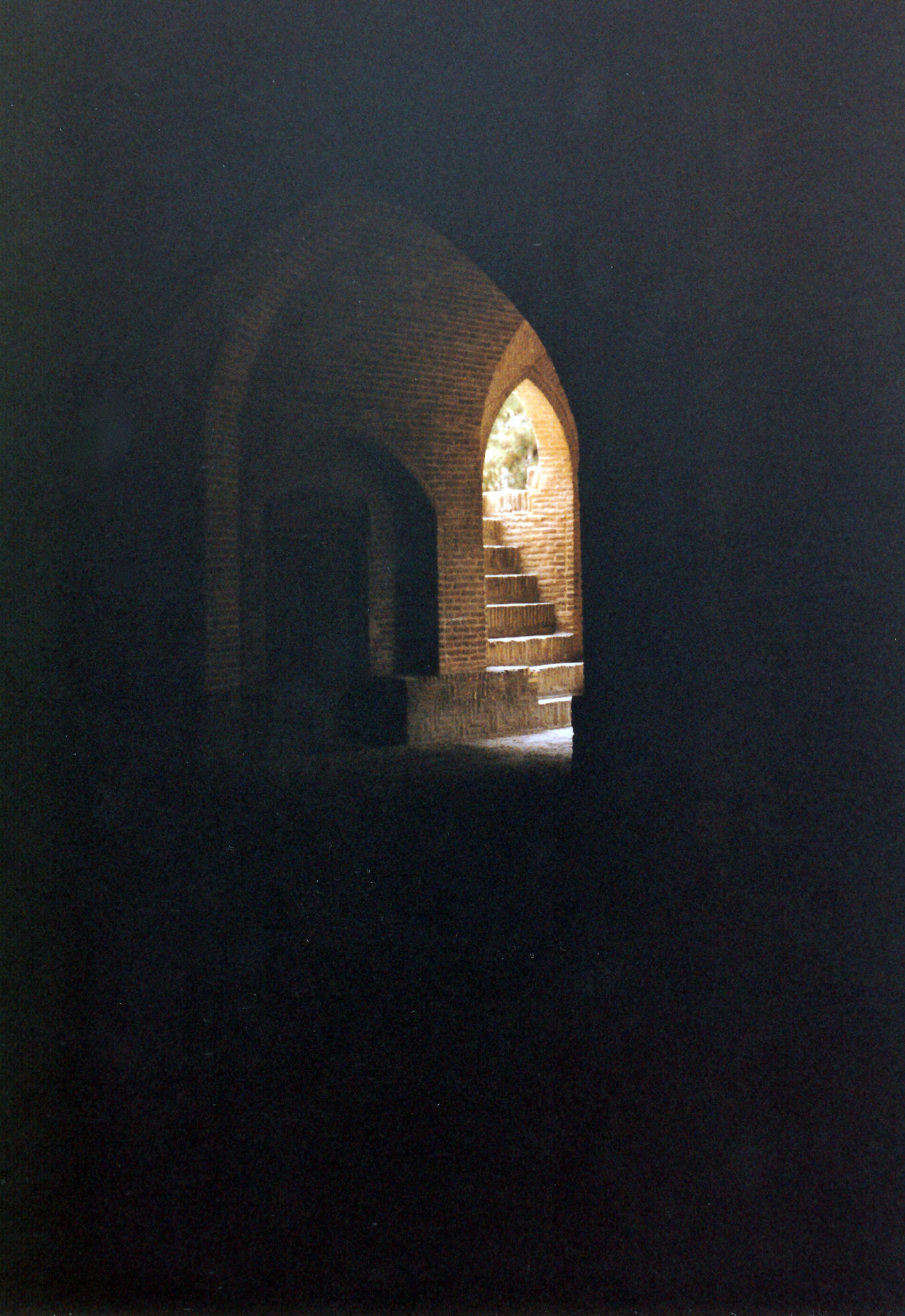
هشتي في مسجد الشاه يؤدي إلى مساحات منحنية.

هَشْتِي، أو دالان وُرُودِي، هو الفضاء الواقع خلف السردار (المدخل) في معظم المنازل والمباني التقليدية في إيران. يُشتق المصطلح من الكلمة الإيرانية "هاشت" التي تعني "ثمانية"، في إشارة إلى شكله المثمن. ومع ذلك، فإن الهاشتي قد يُنفذ بتصاميم متنوعة، مثل الأشكال السداسية أو المربعة أو المستطيلة.

## التصميم
في المنازل الفاخرة، غالبًا ما تكون الهاشتي مزينة بشكل أكثر فخامة وتحتوي على منطقة مخصصة للجلوس. بعد الهاشتي، تأتي سلسلة من المساحات المنحنية والضيقة تُعرف باسم "راهرو"، والتي تؤدي عادةً إلى فناء المنزل.
أما في المباني الرسمية مثل القلاع والأضرحة، فقد تؤدي الهاشتي إلى رواق مقوس يشكل ممرًا احتفاليًا. وفي المساجد، يُصمم الهاشتي لتوجيه الزائر نحو الطهارة قبل أداء الصلاة.
ويُعد الهاشتي في مسجد الشاه (مسجد الإمام) في أصفهان مثالًا بارزًا على هذا التصميم، حيث يؤدي إلى داخل المسجد، وقد بُني إلى جانب البيشخان الذي يعمل كبوابة تدعو الزائر للدخول إلى المبنى.
يُعتبر الهاشتي مساحة وسيطة بين البوابة والمساحات الداخلية للمبنى.  عند التعامل مع الهاشتي من خلال علاقته بالمدخل، يُنظر إليه باعتباره جزءًا من التذبذب بين المشاركة والمسافة، والنشاط والسلبية، والتفصيل والكل، من بين وجهات نظر أخرى ذات صلة. 